# 蜘蛛人
蜘蛛俠（Spider Man）是漫威漫畫創作的一名超級英雄，本名為彼得·班傑明·帕克（Peter Benjamin Parker），由作家／編輯史丹·李及作家／畫家史蒂夫·迪特科所創造，首次登場於《驚人幻想》#15（1962年8月），蜘蛛俠是漫威漫畫旗下最成功的角色，亦是美國漫畫最受歡迎的超級英雄之一。2011年5月，蜘蛛俠在IGN的前100名的漫畫書英雄中排行第三。

## 人物
一名居住在美國紐約市皇后區的平凡高中生彼得·本傑明·帕克（Peter Benjamin Parker）在某次學校的課外活動中意外地被一隻受過幅射感染的蜘蛛咬傷，自此便獲得了蜘蛛擁有的特殊能力，徹底改變了他的生活，彼得決定成為超級英雄「蜘蛛人」的關鍵在於一場搶劫事故中，他的叔叔班·帕克遭到一名搶匪殺害，而彼得認為班叔的死是他的錯誤，因此選擇成為超級英雄「蜘蛛人」來拯救世界上更多需要幫助的人。
其作者史丹·李和史蒂夫·迪特科將彼得·帕克構想成一個被班叔和他的嬸嬸梅·帕克撫養長大的孤兒；並且由於身為一個青少年，他除了面對那些超級英雄該肩負的責任外同時也必須應付一些青春期時普遍會遇到的麻煩。蜘蛛人的一眾創作者們賦予了他超人的力量與敏捷度、能黏附在大部分表面上的能力、被稱為“蜘蛛感應”（Spider-Sense）的危險預知能力以及讓他藉著使用自己發明並命名為「蛛網發射器」的裝置射出利用特殊化學配方製成的蜘蛛絲，使他得以對抗反派們。

### 創作歷史
蜘蛛人初次登場是在1962年8月出版的《奇妙幻想》#15中，後來因為十分受漫畫迷歡迎而有了以他為主角的漫畫故事。在蜘蛛人誕生的1960年代初，出現在超級英雄漫畫中的青少年角色通常只能扮演主角們的副手。然而蜘蛛人漫畫系列藉著讓彼得·帕克，一個「有些自戀卻又自我排斥、缺乏信心且孤單」的高中生擔當主角打破了這個局面，並成功引起了年輕讀者們的共鳴。與過往的青少年超級英雄不同，例如巴奇·巴恩斯和DC漫畫中的羅賓，蜘蛛人並非美國隊長或DC漫畫中的蝙蝠俠這些成年英雄的徒弟或助手，自然無法在擁有一個成熟導師的庇護與指引的環境中成長。因此，他必須親自去體驗「能力越大，責任越大」這句在蜘蛛人的第一個故事的最後一格出現的著名台詞。而在隨後的劇情裡，這句箴言被追溯為出自於他已故的監護人班叔之口。
現在漫威漫畫旗下有數部以蜘蛛人作為主角的系列漫畫，其中最早問世同時也是連載最久的一部是《驚奇蜘蛛人（The Amazing Spider-Man）》。隨著時間的演進，彼得在這個故事裡也從原本害羞的高中生成長為一個苦惱但外向的大學生，接著結婚並且成為自己的母校的老師。當時間來到2000年代後期，他的身份轉變為一名單身的自由攝影師，這也是他在進入社會後最具代表性的身份。蜘蛛人常常被暱稱為「小蜘蛛（Spidey）」、「蛛絲甩蕩者（Web-Slinger）」、「爬牆者（Wall-Crawler）」或是「蛛頭（Web-Head）」。
在被八爪博士交換了記憶與人格後，八爪博士以彼得·帕克的身分考上了博士學位，甚至還創立了帕克工業。在八爪博士刪除了自己的記憶和人格後，彼得繼承了八爪博士的遺澤，成為了帕克工業的行政總裁，甚至被媒體稱為是「窮一點的東尼·史塔克」。彼得隨後買下了驚奇4超人的巴氏大樓作為帕克工業在紐約市的總部（實為要保留巴氏大樓的所有權），並聘請了好友哈利·奧斯朋和過去的老對手震動人等等，讓他們有一份正經工作可以做。

## 能力

### 超越常人的力量
蜘蛛人擁有超人的力量，其力量級數為4,200磅至25噸，但在對付普通人時會有所收斂，除非對手跟他一樣是超人類。蜘蛛人擁有超人的身體耐力，具有減輕傷害的效果。

### 靈活的身手
蜘蛛人的身手非常敏捷和灵活，並有著超人的平衡感，此外，蜘蛛人擁有極強的反射神經，反應速度是普通人的40倍。

### 天才級的智商
彼得·帕克是一名科學天才，他精通物理學、化學、數學、機械工程學和生物工程學等科學學科。平時身為蜘蛛人時所使用的蛛網發射器便是他自己發明的，蜘蛛絲的化學配方亦是他親自調配出的。

### 戰鬥風格
他的戰鬥風格就是善用各種與地平面不同角度的各方平面，以自身的平衡、敏捷度和反應並活用蜘蛛絲所構成。

### 蜘蛛感應（Spider-Sense）
蜘蛛人擁有一種被他稱為“蜘蛛感應（Spider-Sense）”的危險預知能力和十分靈敏的超級感官，結合其反射神經可以讓他預知和迴避絕大部分的攻擊和偷襲。除此之外在看不到的環境下也能依此行動自如。在獲得能力前從未接受過任何武術訓練的蜘蛛人就是利用此能力來躲避和反擊對手，不過此能力只能感應到有危險以及該危險的程度和大致的方向，無法確切地表明危險是怎麼發生的，而且有一些特定的角色（例如猛毒）不會被“蜘蛛感應”探測到，亦可以透過特殊裝置干擾、遮蔽甚至是讓蜘蛛人感到痛苦。

### 把手腳吸附在大部份表面上
蜘蛛人能控制其手脚产生静电，从而使他拥有吸附在絕大部份表面上的能力，能夠像蜘蛛一樣在牆上和天花板行走，運用在攻擊上甚至可以配合本身的超級力量來撕裂對手，但因為太兇殘，所以只有在危急時才會使用。除了用來在各種平面上移動外也能利用此能力讓面罩不會輕易脫落而暴露其真實身分。在電影方面，由陶比·麥奎爾主演的《蜘蛛人三部曲》中為了更強調蜘蛛的特性而改成在彼得·帕克的手指上長出有着倒鉤形狀的毛髮，能夠使蜘蛛人勾住牆壁及在絕大部份的平面位置上進行爬行。

### 再生治癒因子
蜘蛛人的體內擁有再生治癒因子，雖然自癒能力比不上金鋼狼、死侍和浩克等人，但骨折或大面積組織損傷的話也只需要幾天就能復原。

### 自製的蜘蛛絲和“蛛網發射器（Web-Shooter）”
蜘蛛人在戰鬥時所使用的蜘蛛絲實為由彼得所調配的特殊化學配方所製成，平時是呈液體的狀態，只要接觸到空氣就會凝固成一種類似蜘蛛絲且具有黏性的物質。蜘蛛絲能壓縮並儲存於一個細小的膠囊中，透過自製並配戴在手腕上名為「蛛網發射器」的特殊裝置發射出。蜘蛛絲在大約兩個小時後就會自動分解消失，所以並不會造成環境上的困擾。蜘蛛絲的韌性十分強，甚至能在短時間內束縛住浩克，亦至少可以承受一個普通成年人的重量，甚至是卡車的重量也能承受到一定的時間。蜘蛛絲的用途十分廣泛，平常是被蜘蛛人用來當成交通工具在紐約市的高樓大廈之間擺盪遊走，戰鬥時可依情況利用蛛網發射器把蜘蛛絲調整成球狀體作遠距離打擊、封住對手的眼睛和槍口等來制止攻擊，亦可當成護盾或陷阱等。彼得有時候亦會因應劇情的需要而研發出擁有絕緣、防酸、耐火和電擊效果的蜘蛛絲化學配方。在真人版電影方面，由陶比·麥奎爾主演的《蜘蛛人三部曲》中為了更強調蜘蛛的特性而把蜘蛛絲改成能直接在彼得的體內製造，只要擺出一個特殊的手勢（食指、拇指和小指伸出）即可從手腕上的小孔發射出；而在安德魯·加菲爾德主演的《蜘蛛人驚奇再起系列》和漫威電影宇宙的版本則還原為以蛛網發射器發射出來。
用於發射蜘蛛絲的“蛛網發射器（Web Shooters）”由彼得本人所發明，可以說是蜘蛛人最重要的裝備。彼得發現自己被蜘蛛咬傷而擁有類似蜘蛛的超能力後，為了讓自己“蜘蛛人”的名號更加名副其實而利用自己的天才級智商調配出了蜘蛛絲液體的化學配方和製造出這款用來發射液體使之凝固變成蜘蛛絲的發射器。發射器的開關按鈕位於掌心，需要將中指和無名指彎曲、快速雙擊开关才能發動，這樣的設定是為了防止蜘蛛人在握拳時觸碰到开关導致不必要的誤射。蜘蛛人會在左右手各裝備一個發射器，每個發射器都有一個獨立的蜘蛛絲液體儲藏盒。早期只能用來發射蜘蛛絲，但隨著時代與劇情的演進，發射器的性能也隨之變化和增加。

## 其他版本的蜘蛛人
- 黑蜘蛛人（Black Spider-Man）

被猛毒寄生後的蜘蛛人。
- 蜘蛛女侠（Spider-Woman）

在主漫畫世界616號宇宙中的蜘蛛女侠為潔西卡．特魯（Jessica Drew），潔西卡曾經是犯罪組織九頭蛇的特工。
第一宇宙的蜘蛛人，是該宇宙中彼得·帕克的妹妹蕾恩·帕克（Ryan Parker）。
在另一版本的漫畫《Spider-Gwen》中，65號宇宙的關·史黛西在一場意外中被一隻蜘蛛咬傷後便獲得具有蜘蛛一般的特殊能力，成為「女蜘蛛人」，但彼得卻成為了該宇宙的蜥蜴人並於一場意外中死亡。
78227號宇宙的女蜘蛛人為《號角日報》的總編J·喬納·詹姆森的秘書貝蒂·布蘭特（Betty Brant）。
- 蛛絲（Silk）

一位名叫辛蒂·文（Cindy Moon）的韓裔美國人，被當初咬傷彼得的同一隻蜘蛛給咬傷，因而擁有同樣的能力，而且能力甚至比彼得強，更擁有瞬間記憶的能力。
- 蜘蛛女孩（Spider-Girl）

在982號宇宙中為彼得的女兒梅·帕克（May Parker），與彼得的嬸嬸同名。
在616號宇宙中，女蜘蛛人為安雅·克萊森（Anya Corazon），她的蜘蛛裝以黑色為主色，她是從一個信奉蜘蛛的宗教中獲得蜘蛛力量。
在11號宇宙中，梅·帕克並不是彼得的女兒，而是一名女小學生。
在漫畫《Old Logan》中的女蜘蛛人為鷹眼的女兒。
- 豬豬人（Spider-Ham）

來自8311號宇宙的蜘蛛人，本來是一隻蜘蛛，意外被一隻豬咬到後成為了「豬豬人」，別名為「蜘蛛火腿」。
- 暗影蜘蛛人（Spider-Man Noir）

90214號宇宙中的1930年代的彼得·帕克，穿著黑色風衣，戴著面具並習慣使用手槍。
- 屠殺蜘蛛人（Carnage Spider-Man）

15號宇宙中的蜘蛛人和血蜘蛛結合而成。
- 六臂蜘蛛人（Six arm Spider-Man）

902100號宇宙中的蜘蛛人，該宇宙的彼得本來打算注射自製的藥劑來消除自己的超能力，結果卻意外地多長了四條手臂出來。
- 蜘蛛判官（Spider-Judge）

8351號宇宙中的蜘蛛人，在關·史黛西被綠惡魔殺死後，彼得性情大變並開始用暴力手段殺死罪犯。手上的蛛網發射器能射出子彈。
- 蜘蛛惡鬼（Spider-Goblin）

在21205號宇宙中，關·史黛西死後，彼得大受打擊，殺死了綠惡魔後開始以惡鬼的身份活動。
- 蜘蛛班（Spider-Ben）

在3145號宇宙，彼得的叔叔班·帕克意外地被蜘蛛咬到而成為了該宇宙的蜘蛛人，但因為家人被綠惡魔殺死而放棄了蜘蛛人的身份，間接導致八爪博士利用核彈威脅政府但失敗而造成核污染。
目前居於982號宇宙，與妻子梅·帕克同住。
- 究極蜘蛛人（Superior Spider-Man）

由彼得·帕克的身體和八爪博士的思想所構成的蜘蛛人，比原本的蜘蛛人更優秀且殘暴，後背有四個爪子，蛛網發射器被改造成能增加外部零件使其噴出火焰（專門用於對付猛毒）。
- 蜘蛛人 2099（Spider-Man 2099）

在928號宇宙中的2099年的蜘蛛人，一名拉丁裔的遺傳學家米格爾·奧哈拉（Miguel O'Hara），蜘蛛裝以藍黑色為主。
- 白蜘蛛人（未來互助會蜘蛛人）

在霹靂火死掉之後繼承霹靂火成為驚奇4超人（未來基金會）。
- 鋼鐵蜘蛛裝（Iron Spider Armor）

在內戰期間鋼鐵人送給彼得的蜘蛛裝，背後有四隻機械蜘蛛腿。
- 終極蜘蛛人II（Ultimate Spider-Man，邁爾斯·莫拉雷斯（Miles Morales））

來自終極宇宙，也就是彼得死亡的宇宙，被一隻來自奧斯朋企業的放射性蜘蛛咬到，並且目睹了彼得死去，擁有彼得有和沒有的其他蜘蛛能力，包括偽裝迷彩和靜電吸附，後來與主宇宙的蜘蛛人見面，被認同是他的繼承人。
- 腥紅蜘蛛（Scarlet Spider，班·萊利（Ben Reilly））

彼得的複製人，與彼得本尊戰敗後流浪過一段時間，以班叔的名字和梅嬸的娘家姓氏拼湊出自己的名字，以區別自己與彼得的不同．當彼得退休後曾經成為蜘蛛人一段時間，直到被綠惡魔殺死。
於漫畫故事《死亡不再》中以反派胡狼的身份復活，聲稱利用新醫療技術克服了死亡，其實是擅自以複製人來替換患者。
事件後逃亡至拉斯維加斯，期間偷走一件街頭表演者制服，再次自稱腥紅蜘蛛。
- 腥紅蜘蛛II（Scarlet Spider II，凱恩·帕克（Kaine Parker））

彼得的另一名複製人，一名反英雄，目前在德州休士頓擔任當地的英雄。
在《蜘蛛宇宙》的故事中一度被認為死亡。
於《死亡不再》的故事中揭露其實並未死亡，但因身體腐壞並可能帶有傳染性而隱藏行蹤。
- 日本蜘蛛人（山城拓也）

51778號宇宙的蜘蛛人，一名日裔職業摩托車手和世界格鬥技冠軍。因為身為考古學家的父親被企圖征服地球的怪物教授和其率領的邪惡組織「鐵十字團」殺害，於是拓也從蜘蛛星人加利亞的手中得到的“蜘蛛保護服（Spider Protector）”藉此變成一位擁有蜘蛛般的超能力的英雄“蜘蛛人”，操作巨型機器人雷奧柏頓開始粉碎怪物教授的所有邪惡計畫，替父親報仇和保護地球。
- 蜘蛛機甲戰士（SP//dr）

14512號宇宙的蜘蛛人。

## 其他親人和朋友
- 理查德·帕克（Richard Parker）

彼得的父親，已故。
- 瑪莉·帕克（Mary Parker）

彼得的母親，已故。
- 班·帕克（Ben Parker）

彼得的叔叔，已故。
- 梅·帕克（May Parker）

彼得的嬸嬸，在彼得的父母去世後，原先由梅嬸和班叔共同照顧彼得，而在班叔去世後，梅嬸就是彼得唯一的親人。
- 關·史黛西（Gwen Stacy）

彼得的初戀女友。生性善良但有點驕縱，聰明，美麗，喜歡穿長靴。父親是紐約市警察局局長喬治‧史黛西（George Stacy）。彼得與關一開始是好朋友，後來漸漸地戀情增長，之後兩人正式交往，一直到關去世。關被綠惡魔從喬治華盛頓大橋的塔上丟下而死。在另一宇宙中，關依然活著並跟彼得結婚。在65號宇宙中，關在意外中被一隻放射性蜘蛛咬傷後獲得蜘蛛的能力，成為了超級英雄“女蜘蛛人”，但彼得卻成為了該宇宙的蜥蜴人並於一場意外中死亡。
- 瑪莉珍·華生（Mary Jane Watson）

另一位與彼得友好的女孩，曾經與關一同爭奪彼得。最後在關過世後與彼得正式交往。
- 菲莉西亚‧哈迪（Felicia Hardy）

与彼得暧昧的女孩，曾經與彼得发生一夜情，后来她苦练格斗技巧和犯罪技巧并追随其父的脚步，以「黑猫」的身份示人。
- 哈利·奧斯朋（Harry Osborn）

彼得的好友，諾曼·奧斯本的兒子，亦是第二代綠惡魔。
- 閃電·湯普森（Flash Thompson）

本名尤金·「閃電」·湯普森（英语：Eugene "Flash" Thompson），彼得的高中同學，後來在中東戰爭中失去了雙腿的他接受了美國政府的一項實驗，使他成功和猛毒共生體結合，成為一名為美國政府工作的超級英雄「猛毒特工」（Agent Venom）。
- J·喬納·詹姆森（J. Jonah Jameson）

報社《號角日報》的總編輯，一名愛發牢騷的老闆，認為蜘蛛人是一名罪犯，於是聘請彼得拍攝蜘蛛人的照片並在報紙上抹黑他，但並不知道彼得就是蜘蛛人。
- 「夜魔俠」麥特·梅鐸 (Matt Murdock)

平時的身份是一位居住在地獄廚房的盲人律師，曾經幫彼得打過官司，和蜘蛛人是好朋友，有一名共同敵人金霸王。
- 「鋼鐵人」東尼·史塔克 (Tony Stark)

一名從麻省理工學院畢業的天才發明家兼億萬富豪。於英雄內戰期間贈送蜘蛛人一套鋼鐵蜘蛛裝。在漫威電影宇宙中是蜘蛛人的導師。
- 「死侍」韋德·威爾森 (Wade Wilson)

一名前加拿大特種部隊的僱傭兵，跟蜘蛛人多次合作過，擁有十分強大的再生能力和一張喜歡説個不停的嘴巴，亦擅長打破第四面牆，經常說蜘蛛人的服裝是抄襲自己的。猛毒在蜘蛛人之前的宿主。

## 敵人
- 邪惡六人組（Sinister Six）：由八爪博士集合禿鷹、電光人、獵人克拉文、神秘法師和沙人聯合起來對抗蜘蛛人的超級罪犯團體。
  - 八爪博士（Doctor Octopus）：本名奧托·岡瑟·奧克塔维斯（Otto Gunther Octavius）。一位著名核物理學家，因為一場實驗意外而使四隻工作用的機械手臂溶接在他的脊骨上並影響其腦部使他成為一名超級罪犯。
  - 禿鷹（Vulture）：本名亞德里安·圖姆斯（Adrian Toomes），一名因為生意失利而穿上自己製造的高科技飛行裝備從而變成一名罪犯的商人。
  - 電光人（Electro）：本名麥克斯威爾·狄倫（Maxwell Dillon），一名電力工人，某次因為意外被雷電擊中而得到了超能力，可以從指尖放出高壓電、沿著電流移動和利用電力強化自己的體能，另外亦可以控制任何電子儀器。
  - 獵人克拉文（Kraven the Hunter）：本名謝爾蓋·克拉維諾夫（Sergei Kravinoff），一名熱衷於狩獵遊戲的瘋狂獵人，把擊敗蜘蛛人當成是可以成為世界上最偉大的獵人的證明。
  - 沙人（Sandman）︰本名威廉·贝克（William Baker），又名佛林特·馬可（Flint Marko），紐約市街頭的一名小混混，某次因為輻射意外而得到能隨意變成沙子的能力。
  - 神秘法師（Mysterio）：本名昆汀·貝克（Quentin Beck），一名認為只要擊敗蜘蛛人就能名揚天下的荷里活電影特效師，精通於幻術和科技。
- 綠惡魔（Green Goblin）：本名諾曼·維吉爾·奧斯本（Norman Virgil Osborn），蜘蛛人的最大死敵，性格十分狂妄好戰，曾經邀請過和自己擁有相近力量的蜘蛛人共同行動，但被拒絕，於是便開始將蜘蛛俠視為宿敵。
- 變色龍（Chameleon）：本名德米特里·斯麥爾加科夫（Dmitri Smerdyakov），某次因為攝取了血清而使他的臉變得沒有特色和具有可塑性，擁有改變外形變成任何人的能力。於《蜘蛛人會見總統》一作中假冒成當時的新任美國總統奧巴馬。
- 蜥蜴人（Lizard）：本名柯提斯·康納斯（Curtis Connors），跟蜘蛛人一樣能飛簷走壁，力量十分強大，擁有再生的能力。
- 蠍子人（Scorpion）：本名麥克·加根（Mac Gargan），一名試圖找出蜘蛛人的真面目的私家偵探，後來因為加入實驗而擁有超人的體能並穿著特製的衣服，可以替換的長尾除了能用於近身攻擊外亦能射出電力和酸液。
- 犀牛人（Rhino）：本名阿列克謝·塞爾斯維奇（Aleksei Sytsevich），一名黑社會打手，藉著一場科學實驗得到超人的體能和一件如犀牛皮般堅韌的外衣，力大無窮但頭腦簡單。
- 震動人（Shocker）：本名赫曼·舒爾茨（Herman Schultz），一名精通於破解保險箱的劫匪，以自己開發的震動手套和高科技裝備進行搶劫。
- 金霸王（Kingpin）：本名威爾遜·菲斯克（英語：Wilson Fisk），紐約市的黑道老大，夜魔俠的最大死敵。
- 水人 （Hydro-Man）：本名莫里斯·本奇（Morris Bench），一名水手，某次因為意外地被不明物質影響而擁有把身體化成液體的能力，能力近似沙人。在動畫中曾利用自己的細胞製造出蜘蛛人的複製人。
- 熔岩人（Molten Man）：本名馬克·拉克斯頓（Mark Raxton），一名渴望致富的化學工程師。某次遭遇了意外，身體被一種實驗性的有機液態金屬合金覆蓋，這賦予了他超能力，包括產生極熱和輻射的能力，因而轉向犯罪的生活，他一開始是蜘蛛俠的敵人，但最終被救贖。有一名同父異母的妹妹麗茲·亞倫。
- 猛毒（Venom）：外星共生體，曾經寄生在蜘蛛人的身上並複製了其能力，自此附在他人身上後便有著比蜘蛛人相同甚至更強的能力。
- 反猛毒（Anti-Venom）：由猛毒在其第一任宿主艾迪·布洛克因治療好癌症後與其白血球結合轉變而成。
- 血蜘蛛（Carnage）：由猛毒分裂出的一部分共生體附身於一名連環殺手身上而產生出的新共生體。
- 毒素（Toxin）：由血蜘蛛分裂出的寄生體，擁有猛毒、血蜘蛛和蜘蛛人的能力，但並不會和宿主的意識同化。
- 豹人（英语：Puma (comics)）（Puma）：能變成半人半豹，變身後有著不會輸給蜘蛛人的敏捷身手和反射神經。
- 蜘蛛殺手（Spider-Slayer）：由一名認為蜘蛛人是社會威脅的史賓塞·史密斯（Spencer Smythe）教授製造出的機器人，具有追蹤蜘蛛人的能力。
- 魔倫（Morlun）：以吞噬動物的圖騰果腹為生的生命，擊敗過蜘蛛人多次，為了不讓蜘蛛人逃走甚至還會傷及無辜，亦曾經和黑豹交手。
- 惡鬼（Hobgoblin）：本名羅德里克·金斯利（Roderick Kingsley），一名發現了綠惡魔的祕密基地的一名時裝設計師，因為自己的野心而使用了其中的裝備和藥劑開始作惡。
- 負極先生（Mr. Negative）：本名馬丁·李（Martin Li），有兩種人格：善良的馬丁·李和邪惡的負極先生，負極先生的人格一直在致力成為紐約市唐人街的犯罪之王。
- 吸血鬼魔比斯（Morbius）：本名麥可·魔比斯（Michael Morbius），他試圖利用吸血蝙蝠的基因和電痙攣療法來治療自己的血液疾病，但結果卻反而變得更糟糕，他成為了一隻「偽吸血鬼」，從此便擁有了吸血鬼的能力和變得十分嗜血。

## 其他媒體
蜘蛛人一直是最廣為人知而且在商業化上取得最大成功的超級英雄之一。身為漫威漫畫最受歡迎的角色和公司的象徵性人物，蜘蛛人的漫畫多年來一直十分暢銷，其中一些單元故事更是大受歡迎。蜘蛛人亦頻繁地出現在各種其他的媒體上，包含動畫及真人版電視節目和電影，同時刊載在多家報紙上的連環漫畫以及一系列十分成功的翻拍電影。在2002至2007年的《蜘蛛人三部曲》中是由陶比·麥奎爾（Tobey Maguire）詮釋這個就像「大家的好鄰居」的超級英雄，而分別在2012年和2014年發行的《蜘蛛人驚奇再起系列》則找來安德魯·加菲爾德（Andrew Garfield）接下飾演蜘蛛人的任務，雖然這個重啟的電影系列的票房收入比《蜘蛛人三部曲》低，但仍有7億美元的票房，證明蜘蛛人的受歡迎程度十分驚人。另一方面，在新的蜘蛛人改編音樂劇《蜘蛛俠：消滅黑暗》中的蜘蛛人由李維·卡尼所扮演。加入漫威電影宇宙後，蜘蛛人由湯姆·霍蘭德飾演，於2016年電影《美國隊長3：英雄內戰》中首次於漫威電影宇宙登場，首部個人電影《蜘蛛人：返校日》於2017年7月7日在美國上映，往後也出現在2018年電影《復仇者聯盟3：無限之戰》和2019年電影《復仇者聯盟：終局之戰》，《蜘蛛人：返校日》在《終局之戰》後亦有兩部續集作品，分別為2019年的《蜘蛛人：離家日》和2021年的《蜘蛛人：無家日》。

### 電視

#### 真人演出
- 《蜘蛛超級故事（英语：Spidey Super Stories）》（1974年-1977年）
- 《神奇蜘蛛俠（英语：The Amazing Spider-Man (TV series)）》（1977年-1979年）
- 《蜘蛛人》（1978年-1979年）

#### 動畫
- 《蜘蛛人（英语：Spider-Man (1967 TV series)）》（1967年-1970年）
- 《蜘蛛人（英语：Spider-Man (1981 TV series)）》（1981年-1982年）
- 《蜘蛛俠和他的驚奇朋友》（1981年-1983年）
- 《蜘蛛人》（1994年-1998年）
- 《超級蜘蛛人（英语：Spider-Man Unlimited）》（1999年-2001年）
- 《動畫版蜘蛛俠（英语：Spider-Man: The New Animated Series）》（2003年）
- 《神奇蜘蛛俠》（2008年-2009年）
- 《終極蜘蛛人》（2012年-2017年）
- 《飛哥與小佛：漫威英雄任務（英语：Phineas and Ferb: Mission Marvel）》（2013年）
- 《蜘蛛人》（2017年-2020年）
- 《蜘蛛俠與他的神奇朋友們（英语：Spidey and His Amazing Friends (2021 TV series)）》（2021年至今）
- 漫威電影宇宙
  - 《無限可能：假如…？》第一季（2021年）[3][4]：動畫劇集，由哈德森·譚姆（Hudson Thames）聲演。
  - 《你的友善鄰居蜘蛛人》（2024年）：動畫劇集

### 電影
- 神奇蜘蛛俠系列（英语：The Amazing Spider-Man (TV series)）：由尼古拉斯·哈蒙德（英语：Nicholas Hammond）飾演蜘蛛人。
  - 《蜘蛛人》（1977年）
  - 《蜘蛛俠反擊（英语：Spider-Man Strikes Back）》（1978年）
  - 《蜘蛛俠：龍之挑戰（英语：Spider-Man: The Dragon's Challenge）》（1981年）
- 東映蜘蛛人：由香山浩介（日语：藤堂新二）飾演「蜘蛛人」山城拓也（英语：Spider-Man (Takuya Yamashiro)）。
  - 《蜘蛛人（英语：Spider-Man (1978 film)）》（1978年）
- 蜘蛛俠三部曲：由陶比·麥奎爾飾演彼得·帕克。
  - 《蜘蛛人》（2002年）
  - 《蜘蛛人2》（2004年）
  - 《蜘蛛人3》（2007年）
- 蜘蛛人驚奇再起系列：由安德魯·加菲爾德飾演彼得·帕克[5]。
  - 《蜘蛛人：驚奇再起》（2012年）
  - 《蜘蛛人驚奇再起2：電光之戰》（2014年）
- 漫威電影宇宙：由湯姆·霍蘭德飾演彼得·帕克。
  - 《鐵甲奇俠2》（2010年）：以頭戴鋼鐵人頭盔面具的小男孩客串。
  - 《美國隊長3：英雄內戰》（2016年）
  - 《蜘蛛人：返校日》（2017年）
  - 《復仇者聯盟3：無限之戰》（2018年）[6]
  - 《復仇者聯盟：終局之戰》（2019年）[7]
  - 《蜘蛛人：離家日》（2019年）[8]
  - 《蜘蛛人：無家日》（2021年）：陶比·麥奎爾和安德魯·加菲爾德透過穿越多元宇宙的形式分別回歸飾演96283號宇宙及120703號宇宙的彼得·帕克。
  - 《蜘蛛人：重生日》（2026年）
- 索尼影業蜘蛛人宇宙：由湯姆·霍蘭德回歸飾演彼得·帕克。
  - 《猛毒2：血蜘蛛》（2021年）：於片尾彩蛋中客串。
- 蜘蛛宇宙系列：由傑克·約翰森聲演。
  - 《蜘蛛人：新宇宙》（2018年）：由克里斯·潘恩聲演不同宇宙的彼得·帕克。
  - 《蜘蛛人：穿越新宇宙》（2023年）

### 音樂劇
2011年，由樂隊U2的博诺和The Edge負責音樂和歌詞的《蜘蛛俠：消滅黑暗》搖滾音樂劇開始在紐約百老匯上演，由瑞夫·卡尼飾演蜘蛛人。

### 電子遊戲
- 最早以蜘蛛俠為主題的遊戲出現在1982年由Parker Brothers開發的Spider-Man並在Atari 2600主機上發表。此後曾在多款電視遊戲和街機中都有登場。
- 在CAPCOM的作品漫威 超级英雄和它的續作漫威大战卡普空中蜘蛛俠被作為一名格鬥角色出現。
- 《蜘蛛俠》：原版由約翰·布尼亞克（John Bubniak）饰演，重制版由班·喬丹（Ben Jordan）饰演，尤里·洛文塔爾配音。
- 《蜘蛛侠：迈尔斯·莫拉雷斯》：由班·喬丹（Ben Jordan）饰演，尤里·洛文塔爾配音。
- 《漫威复仇者联盟》：由肖恩·奇普洛克（英语：Sean Chiplock）配音。
- 《漫威英雄 Online》：玩家創角時可選擇蜘蛛人為遊戲角色，或另付費購買。
- 《漫威：未來之戰》：手機遊戲，蜘蛛俠是玩家可使用角色之一。
- 《漫威超級戰爭》：手機遊戲，蜘蛛人是玩家可使用角色之一。
- 《漫威：未來革命》
- 《漫威午夜之子》
- 《蜘蛛人2》
- 《漫威爭鋒》：由尤里·洛文塔爾配音。

### 遊樂設施
- 蛛網穿行：蜘蛛俠歷險記（英语：Web Slingers: A Spider-Man Adventure）
- 表演《超能覺醒：史達科技展保衛戰》及《超能覺醒：空中反擊戰》（香港迪士尼樂園）

### 翻案漫畫
- 《蜘蛛人》（1970，編劇：小野耕世、平井和正　漫畫：池上遼一）

將故事背景轉移到日本，主要角色也變更為日本人的翻案漫畫版本，劇情中亦有不少人性黑暗面的描寫。
台灣在1970年代無版權時期，即有各種臨摹改繪版《蜘蛛怪俠》（作者名義：楊烈知）、《蜘蛛人大戰野人》（作者名義：浮雲、伯雄）等單行本，與直接翻譯日版的《蜘蛛超人》（於《冠軍》旬刊連載）及單行本《蜘蛛人》（華仁出版社）系列發行，後由東立出版社取得正式授權發行版權本。

## 外部連結
- 官方网站
- Spider-Man （页面存档备份，存于） at Marvel Universe Wiki
- Official website for kids
- 中的“Spider-Man”
- 漫画书数据库：Spider-Man
- Spider-Man at Don Markstein's Toonopedia. Archived from the original on August 2, 2017.
- SpiderFan （页面存档备份，存于）
- The science of Spider-Man （页面存档备份，存于）, Cosmos
- Spider-Man （页面存档备份，存于） at Comic Vine